# Jiangnan

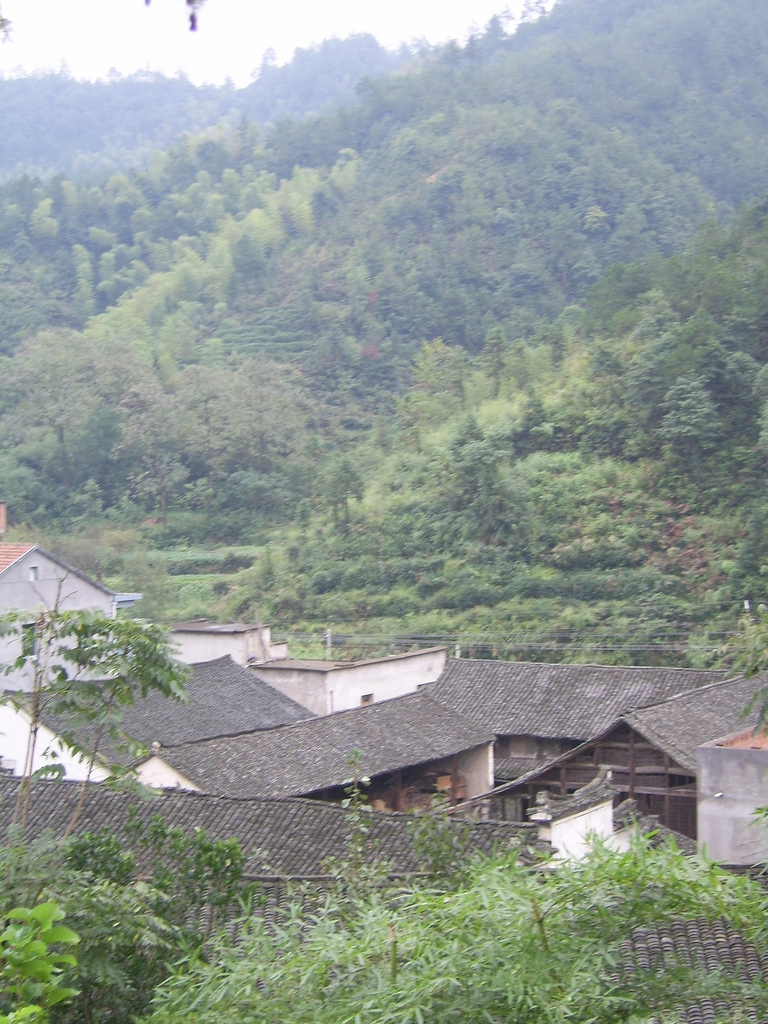
Aldea en Jiangnan

Jiangnan o Jiang Nan (en chino tradicional, 江南; pinyin, Jiāngnán; Wade-Giles, Chiang nan: 江南, pinyin: Jiāngnán, Wade-Giles:Chiang nan; a veces pronunciado Kiang-nan) es un área geográfica de China que se refiere a las tierras inmediatamente al sur de las partes bajas del río Yangtsé, incluyendo la parte del sur del delta. La región es ampliamente de habla Wu.
La palabra Jiangnan está basada en el nombre chino por el Yangtsé, Cháng Jiāng, y nán significando "sur". La región alcanza el municipio de Shanghái, la parte del sur de la provincia Jiangsu, la parte del sur de la provincia de Anhui, la parte norteña de la provincia de Jiangxi, y la parte norteña de la provincia de Zhejiang. Las ciudades más importantes en el área son Shanghái, Nankín, Ningbo, Hangzhou, Suzhou, Wuxi, Changzhou y Shaoxing.
Jiangnan ha estado una región líder de China como mínimo durante 1000 años, con una economía fuerte y grandes recursos humanos. A pesar de que solo constituía un 5% de área dentro de la China, ha sido históricamente responsable de una cantidad significativa del PIB chino. La vida intelectual de Jiangnan ha sido altamente distinguida por toda la historia china y mucha de la cultura china se ha influido globalmente.
En los últimos quince años, las industrias de fabricación, incluyendo automóviles (General Motors, Volkswagen), de electrónica y textil, se han concentrado en esta área, aprovechando el trabajo barato y el transporte conveniente. Las industrias de Jiangnan juegan una función importante dentro del comercio de exportación de China y produce mucho de los bienes que los consumidor van a utilizar alrededor del mundo.

## Historia

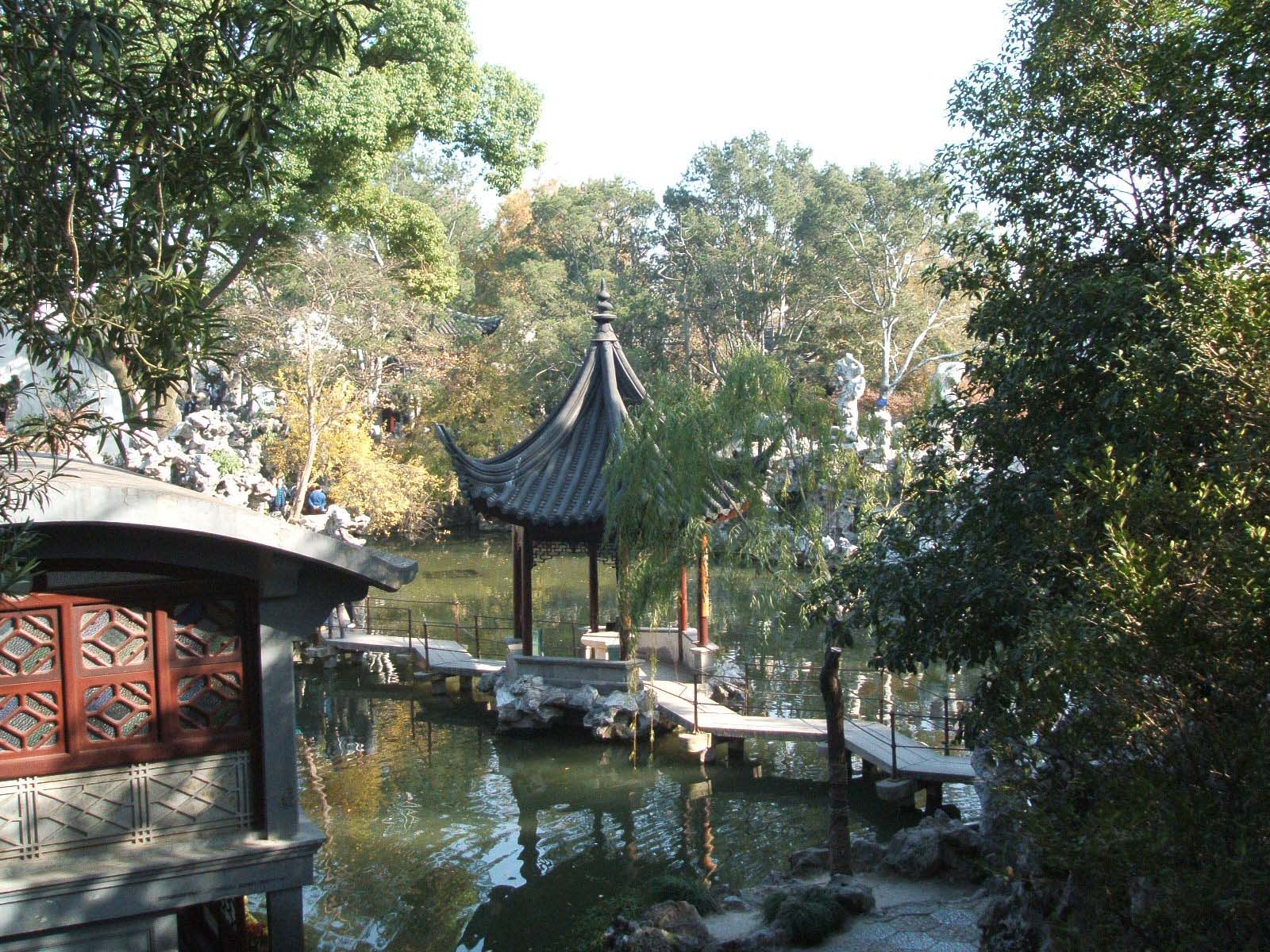
Shizilin

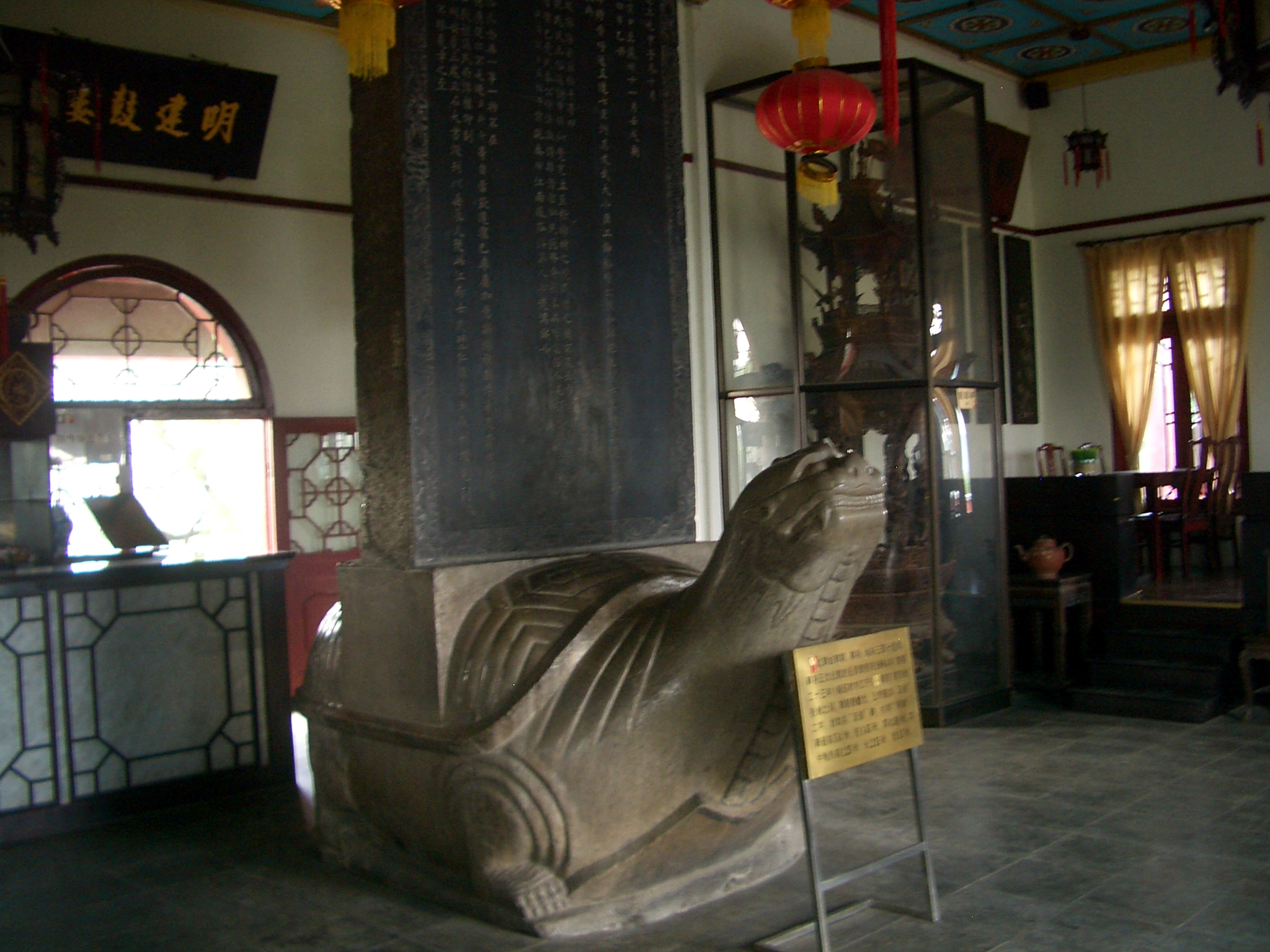
Una tortuga de piedra con una lápida conmemorando la vista del Emperador Kangxi en Nankín en 1684

Las primeras evidencias arqueológicas eran de las culturas Majiabang y Hemudu. La tardía cultura Liangzhu, alrededor de 2600-2000 a. C., creó complejos artefactos de jade. Su economía estaba basada en el cultivo del arroz, la pesca y construyeron casas en zancos sobre ríos o lagos. Durante la Dinastía Zhou, la gente de Wu y Yue habitó el área y vivió al parecer junto al Liangzhu, con una dura acuicultura y casas en zancos, pero acontecieron cada vez más alineadas a través de contacto con los estados chinos norteños. Adoptaron el sistema de escritura chino y crearon excelentes espadas de bronce. El estado de Chu del oeste (en Hubei) se expandió hacia esta área y derrotó en el estado de Yue. Después de que Chu fue conquistado por Qin, la China fue unificada. No fue hasta la caída de Jin Occidental, durante los inicios del siglo IV, que los chinos norteños se trasladaron a Jiangnan en números significativos. El valle del Río Amarillo se estaba haciendo baldía debido a inundaciones (carencia de árboles después de intensivas talas para crear tierras de cultivo) y constando acoso e invasión por parte de los nómadas Wu Hu. 
A pesar de que la civilización china se originó en la Planúria norteña de la China alrededor del río amarillo, el cambio del clima y el continuado acoso de enemigo nómada malmetió la productividad agrícola norteña de China durante todo el primer milenio a. C. 
Mucha gente se asentó al sur de la China, donde el clima cálido y húmedo de la zona de Jiangnan era ideal para el apoyo a la agricultura y para permitir surgir ciudades altamente sofisticadas. A los inicios del periodo de los Han Orientales (aproximadamente el siglo II), el área de Jiangnan se convirtió en una de las zonas económicamente más importantes de China. Aparte del arroz, Jiangnan produjo al por mayor productos de comercio provechosos como té, seda y porcelana (de Shangyu). Un transporte conveniente, el Gran Canal al norte, el río Iang-Tsé al oeste, y puertos marítimos como por ejemplo el Yangzhou, contribuyeron en gran medida al comercio local y también en el comercio entre la antigua China y otras naciones.
Varias dinastías chinas estuvieron situadas a Jiangnan. Durando el periodo de los Tres Reinos, Jianye (en la actualidad Nankín) fue la capital del Reino de Wu. En el siglo III, muchos chinos norteños se trasladaron aquí después de que los nómadas Turkic controlaron el norte. En el siglo X, Wuyue era un reino pequeño costero fundado por Qian Liu hizo un impacto cultural duradero en Jiangnan y su gente hasta nuestros días. Después de que los Jurchen invadieron completamente el norte de la China en los años 1120, el exiliado gobierno de la Dinastía Song se retiró hacia el sur, estableciendo la nueva capital Song de capital sureña a Hangzhou en 1127. 
Durante los últimos años de la Dinastía Yuan, Jiangnan fue disputada por dos estados rebeldes grandes: Ming de Zhu Yuanzhang, situado en Nankín, y el Wu del Suzhou central dirigido por Zhang Shicheng. Una rivalidad de diez años que acabó con la captura de Zhu de Suzhou en 1367; habiendo así reunificado Jiangnan, Zhu se proclamó a sí mismo el primer emperador de la nueva Dinastía Ming en el Día de Año Nuevo Chino (el 20 de enero) de 1368, y unos pocos meses más tarde expulsó también a los mongoles norteños de China. Nankín permaneció como la capital de la Dinastía Ming hasta el siglo XV, cuando el tercer Emperador Ming, Yongle, trasladó la capital a Beijing.
Durante la Revuelta Taiping del siglo XIX, el estado rebelde Taiping ocupó gran parte de Jiangnan y finalmente hizo de Nankín su capital. El área sufrió muchos daños cuando la revuelta fue sofocada y se restauró el imperio manchú.